# Sabadyla
Sabadyla (Schoenocaulon) – rodzaj bylin należący do rodziny melantkowatych (Melanthiaceae). Obejmuje 26 gatunków występujących w Ameryce Północnej i Południowej, spośród których 22 są endemitami w Meksyku. Szerszy zasięg mają tylko dwa gatunki – sabadyla lekarska (Sch. officinale) i Sch. yucatanense rozpowszechnione prawdopodobnie w okresie prekolumbijskim ze względu na zastosowanie ich nasion w roli pestycydów. Przedstawiciele tego rodzaju wyróżniają się tworzeniem kłosokształtnych kwiatostanów.

## Systematyka
Pozycja systematyczna według Angiosperm Phylogeny Website (aktualizowany system APG IV z 2016)
Jeden z kilku rodzajów wchodzący w skład podrodziny Melianthieae stanowiącej klad bazalny w obrębie rodziny melantkowatych (Melanthiaceae), która włączana jest do rzędu liliowców (Liliales) w obrębie jednoliściennych.
Wykaz gatunków
- Schoenocaulon calcicola Greenm.
- Schoenocaulon caricifolium (Schltdl.) A.Gray
- Schoenocaulon comatum Brinker
- Schoenocaulon conzattii Brinker
- Schoenocaulon dubium (Michx.) Small
- Schoenocaulon frameae Zomlefer & Judd
- Schoenocaulon ghiesbreghtii Greenm.
- Schoenocaulon ignigenum Frame
- Schoenocaulon intermedium Baker
- Schoenocaulon jaliscense Greenm.
- Schoenocaulon macrocarpum Brinker
- Schoenocaulon madidorum Frame
- Schoenocaulon megarrhizum M.E.Jones
- Schoenocaulon mortonii Brinker
- Schoenocaulon oaxacense (Frame) Zomlefer & Judd
- Schoenocaulon obtusum Brinker
- Schoenocaulon officinale (Schltdl. & Cham.) A.Gray – sabadyla lekarska
- Schoenocaulon pellucidum Frame
- Schoenocaulon plumosum Frame
- Schoenocaulon pringlei Greenm.
- Schoenocaulon rzedowskii Frame
- Schoenocaulon tenorioi Frame
- Schoenocaulon tenue Brinker
- Schoenocaulon tenuifolium (M.Martens & Galeotti) B.L.Rob. & Greenm.
- Schoenocaulon texanum Scheele
- Schoenocaulon tigrense Frame